# 이재만 (1959년)
이재만(李在晩, 1959년 5월 10일 ~ )은 대한민국의 기업인, 정치인이다. 제25·26대 대구 동구청장이다.
2016년 20대 총선에 대구 동구을에 새누리당 대표로  단수추천을 받았다.  당 공천위원회에서 유승민 의원을 컷오프 하고 이재만 전 동구청장을 단수추천 하는 과정에서 논란이 되고있다. 결국 당대표 직인 날인을 거부해 출마하지 못하고, 2016수19 선거무효소송을 제출했다. 유승민이 복당했다가 탈당하고 새누리당이 자유한국당으로 이름을 바꾸면서 자유한국당 대구 동을 당협위원장을 맡고 있다.

## 학력
- 1973년 대구신암초등학교 졸업
- 1976년 경상중학교 졸업
- 1979년 달성고등학교 졸업
- 1984년 대구대학교 무역학 학사
- 1989년 영남대학교 경영대학원 MBA
- 1993년 한양대학교 대학원 행정학 박사

### 비학위 수료
- 영남대학교 경영대학원 최고경영자과정 수료

## 경력
- 1996년 ~ 2009년 : 영진전문대학 인터넷비즈니스계열 겸임교수
- 1998년 : 지웍스 벤처기업 상임이사
- 2000년 : 애니원 벤처기업 대표이사
- 2001년 : 모비저 벤처기업 대표이사
- 2005년 ~ 현재 : 대구 낙동경제포럼 선임연구원
- 영진전문대학 전자상거래지원센터(ECRC) 전문위원
- 국제무역학회 이사
- 낙동경제포럼 선임연구원
- 한나라당 대구시당 운영위원회 부위원장
- 2006년 7월 ~ 2014년 2월 : 제25~26대 대구 동구청장(2선, 새누리당)
- 달성장학회 동기이사
- 2008년 ~ 2010년 : 영남대학교 경영대학원 AMP 총동창회장
- 전국 평생학습도시협의회 회장
- 전국 혁신도시협의회 회장
- 2012년 ~ 현재 : 한양대학교 공공정책대학원 겸임교수
- 2017년 ~ 2018년 9월 : 자유한국당 대구광역시당 동구을 당협위원장
- 2017년 7월 ~ 2017년 12월 : 자유한국당 최고위원
- 자유한국당 대구광역시장 예비후보
- 2018년 5월 23일 ~ 2018년 6월 13일 : 6.13지방선거 자유한국당 대구시당 공동선거대책위원회 민생지원본부 본부장

## 논문
- 박사 논문 : 영유아 보육서비스 전달체계의 평가에 관한 연구
- 석사 논문:한국 전통의류의 해외진출을 위한 마케팅 전략 탐색

## 저서
- 저서:인터넷 비즈니스 (형설출판사 2005)

## 역대 선거 결과
|  | 80.42% |

|  | 74.09% |